# Love Is Like an Itching in My Heart
"Love Is Like an Itching in My Heart" is een hitsingle van de Amerikaanse groep The Supremes. Het nummer schopte het uiteindelijk tot #9 van de Amerikaanse hitlijst. Het was een van de weinige nummers tijdens de periode dat Florence Ballard deel van de groep uitmaakte, dat niet de #1 positie bereikte.
Het nummer gaat erover dat de vertelster van het verhaal, lead Diana Ross in dit geval, verliefd is en er niks aan kan doen. Het nummer is een uptempo dansnummer. Dit is in tegenstelling tot de eerder uitgebrachte singles van de groep, dat meer pop-georiënteerd is. Het liedje, geproduceerd en geschreven door Holland-Dozier-Holland, lijkt sterk op nummers als "(Love Is Like a) Heat Wave" en "Quicksand", eveneens geschreven en geproduceerd door dit trio, van mede-Motowngroep, Martha & The Vandellas.

## Bezetting
- Lead: Diana Ross
- Achtergrondzangeressen: Mary Wilson en Florence Ballard
- Instrumentatie: The Funk Brothers
- Schrijvers: Holland-Dozier-Holland
- Productie: Brian Holland en Lamont Dozier